# Drago Zupan
Drago Zupan, slovenski basist, operni pevec, igralec in režiser, * 30. oktober 1897, Ljubljana, † 5. april 1966, Ljubljana.

## Življenje in delo
Oče mu je bil mesar Anton, mati mu je bila Marija (roj. Možina). Zupan je končal osnovno šolo leta 1912, med 1. svetovno vojno bil vojak, v letih 1918–1920 obiskoval strojni oddelek Tehniške srednje šole v Ljubljani in si hkrati pridobival osnovno pevsko izobrazbo na konservatoriju Glasbene mltice pri Mateju Hubadu, privatno pa še pri Juliju Betettu in v Zagrebu pri Aleksandru Griffu. Pel je v zboru Glasbene matice in Slovenskem kvartetu (1920–1922). Na povabilo Friderika Rukavine je opravil avdicijo, bil v sezoni 1920/1921 angažiran v ljubljanski Operi in tu deloval s presledki (1926-1931 v zagrebški, 1945-1946 v mariborski Operi, 1946-1949 v ljubljanski Drami) do upokojitve leta 1954. Bil je med najbolj zaposlenimi gledališčniki, nastopal v velikih in manjših, resnih in komičnih vlogah, posebno uspešno v operetnih. V sezoni 1932/1933 je nastopil kar v 22 različnih vlogah. V Ljubljani in Mariboru je režiral 20 opernih in 25 operetnih predstav. Nastopil pa je tudi v 9 dramskih in 7 filmskih vlogah.